# Élections législatives de 1876 dans la Manche
 (avril 2021).
Si vous disposez d'ouvrages ou d'articles de référence ou si vous connaissez des sites web de qualité traitant du thème abordé ici, merci de compléter l'article en donnant les références utiles à sa vérifiabilité et en les liant à la section « Notes et références ».
Les élections législatives de 1876 ont eu lieu les 20 février et 5 mars.

## Résultats à l'échelle du département
| Partis         | Partis                                      | Premier tour | Premier tour | Deuxième tour | Deuxième tour | Sièges |
| Partis         | Partis                                      | Voix         | %            | Voix          | %             | Sièges |
| -------------- | ------------------------------------------- | ------------ | ------------ | ------------- | ------------- | ------ |
|                | Bonapartistes                               | 39 897       | 38,10        |               |               | 3      |
|                | Centre gauche et Républicains conservateurs | 33 807       | 32,28        | 3             |               |        |
|                | Constitutionnels, Centre droit, Orléanistes | 14 687       | 14,02        | 9 305         | 57,56         | 2      |
|                | Républicains                                | 10 057       | 6,00         |               |               | 0      |
|                | Extrême gauche                              | 6 280        | 5,60         | 6 861         | 42,44         | 0      |
|                |                                             |              |              |               |               |        |
| Inscrits       | Inscrits                                    | 139 082      | 100,00       | 21 091        | 100,00        | 8      |
| Votants        | Votants                                     | 107 276      | 77,13        | 16 193        | 76,78         |        |
| Abstentions    | Abstentions                                 | 31 806       | 22,87        | 4 898         | 23,22         |        |
| Blancs et nuls | Blancs et nuls                              | 2 548        | 2,38         | 27            | 0,17          |        |
| Exprimés       | Exprimés                                    | 104 728      | 97,62        | 16 166        | 99,83         |        |

## Résultats par arrondissement

### Arrondissement d'Avranches

#### 1recirconscription
| Candidats      | Candidats        | Étiquette      | Premier tour | Premier tour |
| Candidats      | Candidats        | Étiquette      | Voix         | %            |
| -------------- | ---------------- | -------------- | ------------ | ------------ |
|                | Hippolyte Morel  | Centre gauche  | 5 432        | 54,99        |
|                | Jules Bouvattier | Bonapartiste   | 4 446        | 45,01        |
|                |                  |                |              |              |
| Inscrits       | Inscrits         | Inscrits       | 11 734       | 100,00       |
| Votants        | Votants          | Votants        | 9 943        | 84,74        |
| Abstention     | Abstention       | Abstention     | 1 791        | 15,26        |
| Blancs et nuls | Blancs et nuls   | Blancs et nuls | 65           | 0,65         |
| Exprimés       | Exprimés         | Exprimés       | 9 878        | 99,35        |

#### 2ecirconscription
| Candidats      | Candidats                       | Étiquette      | Premier tour | Premier tour |
| Candidats      | Candidats                       | Étiquette      | Voix         | %            |
| -------------- | ------------------------------- | -------------- | ------------ | ------------ |
|                | Émile Riotteau                  | Centre gauche  | 6 336        | 58,22        |
|                | Henri de Carbonnel de Canisy    | Bonapartiste   | 4 343        | 39,91        |
|                | Louis Lempereur de Saint-Pierre | Centre droit   | 203          | 1,87         |
|                |                                 |                |              |              |
| Inscrits       | Inscrits                        | Inscrits       | 14 601       | 100,00       |
| Votants        | Votants                         | Votants        | 11 014       | 75,43        |
| Abstention     | Abstention                      | Abstention     | 3 587        | 24,57        |
| Blancs et nuls | Blancs et nuls                  | Blancs et nuls | 132          | 1,20         |
| Exprimés       | Exprimés                        | Exprimés       | 10 882       | 98,80        |

### Arrondissement de Cherbourg
| Candidats      | Candidats                  | Étiquette       | Premier tour | Premier tour | Deuxième tour | Deuxième tour |
| Candidats      | Candidats                  | Étiquette       | Voix         | %            | Voix          | %             |
| -------------- | -------------------------- | --------------- | ------------ | ------------ | ------------- | ------------- |
|                | François La Vieille        | Extrême gauche  | 6 280        | 40,68        | 6 861         | 42,44         |
|                | René Clérel de Tocqueville | Constitutionnel | 4 641        | 30,07        | 7 195         | 44,51         |
|                | Louis de La Germonière     | Centre droit    | 3 952        | 25,60        | 2 110         | 13,05         |
|                | Joseph de Gasté            | Centre gauche   | 563          | 3,65         |               |               |
|                |                            |                 |              |              |               |               |
| Inscrits       | Inscrits                   | Inscrits        | 21 091       | 100,00       | 21 091        | 100,00        |
| Votants        | Votants                    | Votants         | 15 511       | 73,54        | 16 193        | 76,78         |
| Abstention     | Abstention                 | Abstention      | 5 580        | 26,46        | 4 898         | 23,22         |
| Blancs et nuls | Blancs et nuls             | Blancs et nuls  | 75           | 0,48         | 27            | 0,17          |
| Exprimés       | Exprimés                   | Exprimés        | 15 436       | 99,52        | 16 166        | 99,83         |

### Arrondissement de Coutances

#### 1recirconscription
| Candidats      | Candidats                  | Étiquette          | Premier tour | Premier tour |
| Candidats      | Candidats                  | Étiquette          | Voix         | %            |
| -------------- | -------------------------- | ------------------ | ------------ | ------------ |
|                | Charles Savary             | Centre gauche      | 6 927        | 59,01        |
|                | Ernest Briens              | Républicain modéré | 2 701        | 23,01        |
|                | Charles François Chevalier | Bonapartiste       | 2 111        | 17,98        |
|                |                            |                    |              |              |
| Inscrits       | Inscrits                   | Inscrits           | 15 438       | 100,00       |
| Votants        | Votants                    | Votants            | 12 859       | 83,29        |
| Abstention     | Abstention                 | Abstention         | 2 579        | 16,71        |
| Blancs et nuls | Blancs et nuls             | Blancs et nuls     | 1 120        | 8,71         |
| Exprimés       | Exprimés                   | Exprimés           | 11 739       | 91,29        |

#### 2ecirconscription
| Candidats      | Candidats        | Étiquette                | Premier tour | Premier tour |
| Candidats      | Candidats        | Étiquette                | Voix         | %            |
| -------------- | ---------------- | ------------------------ | ------------ | ------------ |
|                | Charles Gaslonde | Orléaniste               | 5 891        | 52,23        |
|                | Alfred Regnault  | Républicain conservateur | 5 388        | 47,77        |
|                |                  |                          |              |              |
| Inscrits       | Inscrits         | Inscrits                 | 14 587       | 100,00       |
| Votants        | Votants          | Votants                  | 11 334       | 77,70        |
| Abstention     | Abstention       | Abstention               | 3 253        | 22,30        |
| Blancs et nuls | Blancs et nuls   | Blancs et nuls           | 55           | 0,49         |
| Exprimés       | Exprimés         | Exprimés                 | 11 279       | 99,51        |

### Arrondissement de Mortain
| Candidats      | Candidats      | Étiquette          | Premier tour | Premier tour |
| Candidats      | Candidats      | Étiquette          | Voix         | %            |
| -------------- | -------------- | ------------------ | ------------ | ------------ |
|                | Arthur Legrand | Bonapartiste       | 9 898        | 71,71        |
|                | Jules Labiche  | Républicain modéré | 3 904        | 28,29        |
|                |                |                    |              |              |
| Inscrits       | Inscrits       | Inscrits           | 17 929       | 100,00       |
| Votants        | Votants        | Votants            | 13 923       | 77,66        |
| Abstention     | Abstention     | Abstention         | 4 006        | 22,34        |
| Blancs et nuls | Blancs et nuls | Blancs et nuls     | 127          | 0,87         |
| Exprimés       | Exprimés       | Exprimés           | 13 802       | 99,13        |

### Arrondissement de Saint-Lô
| Candidats      | Candidats       | Étiquette      | Premier tour | Premier tour |
| Candidats      | Candidats       | Étiquette      | Voix         | %            |
| -------------- | --------------- | -------------- | ------------ | ------------ |
|                | Gustave Rauline | Bonapartiste   | 9 386        | 56,02        |
|                | Émile Lenoël    | Centre gauche  | 7 369        | 43,98        |
|                |                 |                |              |              |
| Inscrits       | Inscrits        | Inscrits       | 22 835       | 100,00       |
| Votants        | Votants         | Votants        | 16 816       | 73,64        |
| Abstention     | Abstention      | Abstention     | 6 019        | 26,36        |
| Blancs et nuls | Blancs et nuls  | Blancs et nuls | 61           | 0,36         |
| Exprimés       | Exprimés        | Exprimés       | 16 755       | 99,64        |

### Arrondissement de Valognes
| Candidats      | Candidats               | Étiquette                | Premier tour | Premier tour |
| Candidats      | Candidats               | Étiquette                | Voix         | %            |
| -------------- | ----------------------- | ------------------------ | ------------ | ------------ |
|                | Jean Polydore Le Marois | Bonapartiste             | 9 713        | 64,94        |
|                | Auguste Sébire          | Républicain              | 3 452        | 23,08        |
|                | Delestan Pain           | Républicain conservateur | 1 792        | 11,98        |
|                |                         |                          |              |              |
| Inscrits       | Inscrits                | Inscrits                 | 20 867       | 100,00       |
| Votants        | Votants                 | Votants                  | 15 876       | 76,08        |
| Abstention     | Abstention              | Abstention               | 4 991        | 23,92        |
| Blancs et nuls | Blancs et nuls          | Blancs et nuls           | 919          | 5,79         |
| Exprimés       | Exprimés                | Exprimés                 | 14 957       | 94,21        |